# Sajber ratovanje
Sajber ratovanje je širok termin koji se koristi kako bi se opisalo korišćenje tehnoliške naprednosti u sklopu sajber prostora. "Sajber ratovanje" ne implicira obimnost, dugotrajnost i nasilje koje se obično vezuje za termin "rat". Postoji značajna debata među ekspertima o definiciji ovog termina, kao i da li tako nešto uopšte i postoji. Napadačke sajber akcije, kao one u Estoniji 2007, Gruziji 2008, Iranu 2010 i Severnoj Koreji dogodili su se u kontekstu međunarodnih odnosa, što je samo rezultiralo u još većem neguranju ovog termina sa različitih strana.
Sajber ratovanje možda ne ispunjava tipičnu definiciju rata, ipak, mnoge države uključući SAD, UK, Rusiju, Kinu, Izrael, Iran, Severnu Koreju i Vijetnam imaju aktivne sajber operacije za napad i odbranu. Kako države počinju da istražuju korišćenje sajber operacija i kombinuju kapacitete, tako raste i šansa da dođe do zaista fizičke konfrontacije. Ipak u današnjem vremenu mogućnost tradicionalnog rata, koji traje dugo, je jako niska, stoga ostaje nesigurnost u vezi sa ovim fenomenom.
Prva instanca kinetičke energije korišćene kao odgovor na sajber napad razultovala je gubitkom ljudskog života 5. maja 2019. godine. Izraelske oružane snage su gađale i uništile zgradu koja je bila povezana sa trenutnim sajber napadom.

## Definicija
Nekoliko definicija sajber ratovanja je predlagano, ali ni jedna nije međunarodno prihvaćena. Ričard Klark definiše je kao "akicije koje nacionalne države preduzimaju kako bi prodrli u kompjutere ili mreže drugih država sa ciljem nanošenja štete ili pometnje"." Martin Libicki definiše dva tipa sajber ratovanja: strateški i operativni, pri čemu je strateški"kampanja sadržana od sajber napada koje jedan entitet upućuje drugom", dok operativno sajber ratovanje "uključuje korišćenje sajber napada na vojna postrojenja drugog u kontekstu fizičkog rata"."
Druge definicije uključuju nedržavne aktere, kao naprimer terorističke grupe, kompanije, političke ili ideološke ekstremističke grupe, teroriste aktiviste kao i transnacionalne kriminalne organizacije.
Neke države su na vojnostrateškom planu učinili sajber ratovanje integralnim delom svih strateških dokumenata. Jedan oblik sajber ratovanja uključuje oblik hakovanja koji je zabrinjavajuć za penetracijske testove; u takvim slučajevima, vlada ga uspostavilja kao ratovodstvenu sposobnost, ili ako je u pitanju nevladin entitet koji hakovanje koriti kao oružje protiv države ili njenih interesa.
Ovaj kapacitet koristi isti set metodologije penetracijskih testova, ali ih primenjuje (kada je u pitanju doktrina SAD) na strateški način, tako što:
- Prevenira sajber napada protiv kritičnih infrastruktura,
- Redukuje ranjivost države na sajber napade,
- Minimizuje pričinjenu štetu i vreme oporavka od sajber napada.[22]

Ofanzivne operacije su takođe deo ovih strategija na nacionalnom nivou i važe za zvanično objavljene ratove, kao i za neobjavljene skrivene delatnosti.

## Tipovi pretnje
Sajber ratovanje može predstavljati širok dijapazon pretnji prema državi. Na najnižem nivou, sajber napadi mogu se koristiti da podrže tradicionalno ratovođstvo. Pored ovih "tvrdih" pretnji, sajber ratovanje takođe može doprineti "mekim" pretnjama kao što su špijunaža i propaganda.

### Špijunaža
Tradicionalna špijunaža nije ratni akt, kao ni sajber špijunaža, i oba se generalno smatraju kao trajući među velikim silama. Uprkos takvim pretpostavkama, neki incidenti mogu da izazovu opasne tenzije između država i često se opisuju kao napadi. Na primer:
- Masovno špijuniranje građana različitih država od strane američkih agencija, a koje je otkrio Edvard Snouden;
- Nakon što je otkriveno da je NSA špijunirala nemačku kancelarku Angelu Merkel, kancelarka ih je poredila sa Štazijem[26]
- NSA snima skoro svaki poziv sa mobilnog telefona na Bahamima, bez da je Bahamska vlada to dozvolila, slični programi se dešavaju u Keniji, Filipinima, Meksiku i Afganistanu[27][28]
- "Titanska kiša" probe kompjuterskih sistema američkih odbrambenih najamnika od 2003. godine[29]
- Provala u bazu podataka kancelarije za menadžment osoblja u SAD, često je bila pripisivana Kini.[30][31]

### Sabotaža
Kompjuteri i sateliti koji koordinišu druge aktivnosti su ranjive komponente sistema i mogu da dovedu do poremećaja opreme. Kompromitacija vojnih sistema kao što su komponente vojnog upravljanja, koji su odgovorni za naređenja i komunikaciju može da dovede do presretanja i maliciozne zamene poruka. Struja, voda, gorivo, komunikacije i transportna infrastruktura, sve mogu biti ranjive ili poremećene. Prema Klarku, civilni domen je isto izložen riziku, pri čemu primećuje da bezbednosni upadi već prevazilaze granicu krađa brojeva kreditnih kartica i da podencijalne mete uključuju i električne mreže, vozove ili berzu.
Sredinom jula 2010 godine, bezbednosni eksperti otkrili su maliciozan softver zvani Stakstnet, koji je infiltrirao kompjutere u postrojenju i raširio se širom sveta. To se smatra prvim napadom na kritičnu industrijsku infrastrukturu koja leži u osnovi modernih ekonomija.
Staksnet, iako ekstremno efektivan u odlaganju Iranskog nuklearnog programa za razvoj nuklearnog naoružanja, platio je visoku cenu. Po prvi put, postaje jasno da ne samo da sajber oružje može biti defanzivno, već i ofanzivno. Velika decentralizacija i obim sajber prostora pričinjava ekstremne poteškoće u usmeravanju političke perspektive. Nedržavni akteri mogu da igraju podjednako veliku ulogu u ratovima u sajber prostoru kao i državni, što vodi do opasnih, ponekad i katastrofalnih posledica. Male grupe visoko obučenih developera malvera u mogućnosti su da efektivno utiču na globalnu politiku i sajber ratovanje kao i velike vladine agencije. Veliki aspekt ove sposobnosti leži u volji tih grupa da podele svoje eksploatate i razvoje na internetu kao oblik upravljanja oružjem. U prilog tome ide i sve veće crno tržište za ove tipove sajber oružja na kojima se oni prodaju i kupuju bez obzira na posledice onome ko najviše ponudi.

#### DoS napad
U računarstvu, denial-of-service (DoS) napadi ili distribuirani DoS (DDoS) napadi predstavljaju pokušaj da mašininu ili mrežu učini nedostupne za korisnike koji ih svakodnevno upotrebljavaju. Učinioci DoS napada tipično targetiraju sajtove ili servise koje drži neki visoko kotirani serveri kakve imaju banke i druga velika preduzeća. DoS napadi ne moraju biti ograničene na kompjuterski zasnovane metode, već kao i fizički napadi na infrastrukturu mogu biti razarajući. Na primer, presećanje podmorskih kablova komunikacije moglo bi ozbiljno da osakati neke regije i države u pogledu njihove mogućnosti za informaciono ratovanje.

#### Električne mreže
Savezna vlada SAD priznaje da je električna mreža podložna sajber napadima. Ministarstvo državne bezbednosti SAD radi sa industrijama na identifikaciji ranjivosti i pomaže industrijama da pospeše bezbednost mreža kontrolnih sistema. Savezna vlada takođe radi i na obezbeđivanju bezbednosti kao integrativne komponente sledeće generacije "pametnih mreža" koje su u razvoju. Aprila 2009. godine, pojavili su se izveštaji da su Kina i Rusija uspešno upale u električnu mrežu SAD i da su ostavili programe koji se mogu koristiti za ometanje sistema, prema trenutnim i bivšim zvaničnicima nacionalne bezbednosti. Severnoamerička korporacija za električnu pouzdanost (NERC) izdala je javnu izjavu u kojoj upozoravaju da električna mreža nije adekvatno zaštićena od sajber napada. Kina je negirala upad u ovaj sistem. Jedna od protivmera koja bi se mogla preduzeti jeste diskonektovanje mreže sa interneta i pokretanje pomoću kontrole padajuće brzine. Masovni nestanci struje izazvan sajber napadima imaju ogromne posledice, mogu da poremete ekonomiju, odvuku pažnju od istovremenih vojnih napada ili da stvore nacionalnu traumu.
Haurad Šmit, bivši korodinator sajber bezbednosti za SAD, prokomentarisao je mogućnosti:
Moguće je da su hakeri ušli u administrativne kompjuterske siteme korisne za kompanije, ali oni nisu povezani sa opremom koja kontroliše elektro mrežu, bar nisu u razvijenim zemljama. Šmit nikada nije čuo da je sama mreža hakovana.

### Propaganda
Sajber propaganda je pokušaj da se kontrolišu informacije u kom god obliku, te da se na taj način kontroliše javno mnjenje. To je oblik psihološkog ratovanja, sa razlikom što koristi društvene mreže, lažne vesti i druge digitalne načine. Tokom 2018. godine, Ser Nikolas Karter šef glavnog štaba Britanskih oružanih snaga izjavio je da takva vrsta napada od strane aktera poput Rusije "obli sistema ratovanja koji ima za cilj delegitimizaciju političkog i društvenog sistema na kome je naša vojna snaga zasnovana".

## Najpoznatiji zabeleženi primeri sajber napada

### Rusija
Dok je Rusija još uvek bila u sastavu Sovjetskog saveza 1982. godine, deo njene Trans-sibirskog gasovoda eksplodirao je, navodno zbog implementiranog malvera u piratskoj verziji kanadskog softvera koji je podmetnula CIA. Malver je izazvao malfunkciju u SKADA sistemu koji je pokretao kompletan gasovod.
Hakeri su 2008. godine tokom Gruzijskog rata, odnosno rata u Južnoj Osetiji, obarali Ruske, Osetijske, Gruzijske i Azerbejdžanske sajtove..
Sajber napadi koje su predvodili Rusi
Postoje tvrdnje da su ruske tajne službe organizivale nekoliko DDoS napada kao deo njigovog sajber ratovanja protiv drugih država, najpoznatiji slučajevi su napad na Estoniju 2007. godine, i na Južnu Osetiju, Gruziju i Azerbejdžan 2008. godine.. Jedan od identifikovanih hakera rekao je da je bio plaćen od strane FSB da vodi hakerske napade na NATO kompjutere. Studirao je informatiku u Sektoru za odbranu informacija. Školarinu mu e plaćao FSB.

### Estonija
Aprila 2007. godine Estonija se našla pod sajber napadom u sred premeštanja Bronzanog vojnika iz Talina. Najveći deo napada dolazi je iz Rusije sa zvaničnih servera ruskih vlasti. U napadu mete su bile ministarstva, banke i mediji. Ovaj napad na Estonije, naizgled malu Baltičk zemlju bio je toliko efektivan jer većina države radi na mreži. Estonija je uvela e-vladu, gde su bankarske usluge, izboru, oporezivanje obavljene preko interneta. Ovaj napad je naneo veliku štetu Estonskoj ekonomiji i njenom narodu. Najmanje 150 ljudi je povređeno u toku prvog dana zbog pobuna na ulicama.

### Iran
iran je bio i žrtva i predator nekoliko operacija sajber ratovanja. Smatra se vojnom silom u procvatu te je stoga interesantna meta ovakvih napada.
Septembra 2010, Iran je napadnut Staksnet crvom, sa namerom da se specifično pogodi nuklearno postrojenje Natanz. To je bio kompjuterski crv od svega 500 kilobajta koji je zarazio 14 industrijskih sajtova u Iranu, uključujući i Natanz postrojenje. Iako pravi tvorci Staksneta nikada nisu identifikovani, smatra se da su ga razvili SAD i Izrael i zajedno ga i pustili u pogon. Taj crv je, smatra se, najnapredniji komad malvera ikada otkriven i značajno je uticao na poimanje opasnosti sajber ratovanja.

### Izrael
U ratu protiv Hezbolaha 2006 godine, Izrael tvrdi da je došlo do sajber ratovanja tokom sukoba. Obaveštajne službe Oružanih snaga Izraela su došli do podataka da je nekoliko zemalja na Bliskom istoku unajmilo ruske hakere i naučnike da rade za njih. Kao rezultat toga Izrael je posvetio posebnu pažnju sajber taktici i postao time, jedna od jedinih država u svetu, pored SAD, Francuske i još nekoliko zemalja, koja se bavi planiranjem za sajber rat. Mnoge međunarodne IT kompanije se sele i počinju da istražuju područje Izraela. Ričard Klark dodaje da su "naši izraelski prijatelji naučili ponešto o programima na kojima mi radimo već dve decenije."‍:8
Septembra 2007. godine, Izrael je izvršio vazdušni napad na Siriju. Namenska industrija SAD kao i vojni izvru spekulišu da su izraelci možda koristili sajber ratovanje kako bi omogućili svojim avionima da prođu neopažano sirijski radar.

## Sajber mir
Porast sajbera kao ratovođstvenog domena doveo je do napora da se odredi kako sajber prostor može da se koristi radi negovanja mira. Tako jedan nemački panel za ljudska prava realizuje kampanju vezanu sa sajber prostor - kako bi se kontrolisalo sajber oružje i špijunska tehnologija, protiv militarizacije sajber prstora i razvoja i nakupljanja napadačkih eksploatata i malvera. Regulisanje sajber prostora uključuje i donosioce odluka koji moraju da razviju nova pravila i norme ratovanja, centara, da se založe sa sajber bezbednost kritičnikh infrastruktura. Oni imaju dužnost i obavetu da čuvaju ranjivosti, razoružanje, odbrambene bezbednosne strategije, decentralizaciju, edukaciju i da naširoko primenjuju relevantne alatke i infrastrukture, enkripcije i druge oblike sajber odbrane.
Tematika sajber mirotvorstva i sajber miroodržavanja takođe je bio proučen od strane naučnika kao način da se povrati i učvrsti mir na kraju i sajber i tradicionalne ere ratovanja.

## Pravna problematika
Različite strane su pokušale da postignu nekakav međunarodni pravni okvir koji bi razjasnio šta je prihvatljivo a šta nije, međutim ni jedan takav okvir nije još uvek usvojen i nema izgleda da bude usvojen.
Talinski priručnik, objavljen 2013. godine je akademska, nevezujuća studija o tome kako međunarodno pravo, pre svega jus ad bellum i Međunarodno humanitarno pravo mogu biti primenjeni na sajber sukobe i sajber ratove.
Šangajska organizacija za saradnju definiše sajber rat tako da on uključuje zloupotrebu informacija "štetnih za duhovne, moralne i kulturne sfere drugih država". U septembru 2011. godine, ove države su predložile Generalnom sekretaru UN dokument koji se naziva "Međunarodni kodeks postupanja u vezi sa informacionom bezbednošću".
Suprotno tome, SAD drži do pristupa koji se fokusira na fizičku i ekonomsku štetu i povrede, pri čemu stavlja politička pitanja ispod slobode govora. Ova razlika u stavovima je dovela to zadrške na Zapadu kada je u pitanju donošenje međunarodnih sporazuma o kontroli sajber oružja. Ipak, američki general Aleksandar Kit je razgovarao sa Rusijom oko ponude da se ograniče napadi u sajber prostoru. Juna 2013. godine, Barak Obama i Vladimir Putin složili su se da instaliraju "Sajber rat hotlajn" čime je omogućena direktna komunikaciona linija između nadležne agenture u SAD i nadležne agenture u Rusiji u potencijalnoj kriznoj situaciji.
U februaru 2017. godine na RSA konferenciji, predsednik kompanije Majkrosoft Bred Smit predložio je globalna pravila - "Digitalna Ženevska konvencija" - za sajber napade pri čemu se zabranjuje svaka vrsta hakovanja civilnih aspekata života od strane države. Takođe je sugerisao da je neophodno imati nezavisnu organizaciju koja bi se bavila istragom takvih slučajea i koja bi javno izložila dokaze ukoliko ih ima. Pored toga rekao je i da tehnološki sektor treba kolektivno i neutralno da radi zajedno zarad zaštite korisnika interneta, te da se po osnovu društvene odgovornosti obaveže na neutralnost u nekom potencijalnom konfliktu, te da ne pomaže vladama u napadačkim aktivnostima, kao i da usvoji diskretan sistem saniranja softverskih i hardverskih ranjivosti.

## U filmovima
Documentarci
- Hacking the Infrastructure: Cyber Warfare. 2016.. by Viceland
- Cyber War Threat. 2015.
- Darknet, Hacker, Cyberwar[80] (2017)
- Zero Days (2016)

## Literatura
- Hofkirchner, Wolfgang; Burgin, Mark (24. 1. 2017). The Future Information Society: Social and Technological Problems (на језику: енглески). World Scientific. ISBN 9789813108981. Приступљено 22. 5. 2017.
- Singer, P.W.; Friedman, Allan (2014). Cybersecurity and Cyberwar: What Everyone Needs to Know. Oxford: Oxford University Press. стр. 156. ISBN 978-0-19-991809-6.
- Libicki, Martin (21. 10. 2009). Cyberdeterrence and Cyberwar. RAND Corporation. ISBN 978-0833047342.
- Andress, Jason. Winterfeld, Steve. (2011). Cyber Warfare: Techniques, Tactics and Tools for Security Practitioners. Syngress. ISBN 978-1-59749-637-7..
- Bodmer, Kilger, Carpenter, & Jones (2012). Reverse Deception: Organized Cyber Threat Counter-Exploitation. New York: McGraw-Hill Osborne Media. ISBN 978-0-07-177249-5."
- Brenner, S. . (2009). Cyber Threats: The Emerging Fault Lines of the Nation State. Oxford University Press. ISBN 978-0-19-538501-4.
- Carr, Jeffrey. (2010). Inside Cyber Warfare: Mapping the Cyber Underworld. O'Reilly. ISBN 978-0-596-80215-8.
- Conti, Gregory.; Raymond, David (2017). On Cyber: Towards an Operational Art for Cyber Conflict. Kopidion Press. ISBN 978-0692911563.
- Cordesman, Anthony H.; Cordesman, Justin G. (2002). Cyber-threats, Information Warfare, and Critical Infrastructure Protection: Defending the U.S. Homeland. Greenwood Publishing Group. ISBN 978-0-275-97423-7.
- Costigan, Sean S.; Perry, Jake (2012). Cyberspaces and global affairs. Farnham, Surrey: Ashgate. ISBN 9781409427544.
- Gaycken, Sandro. (2012). Cyberwar – Das Wettrüsten hat längst begonnen. Goldmann. ISBN 978-3442157105.. Goldmann/Randomhouse
- Geers, Kenneth. (2011). Strategic Cyber Security. NATO Cyber Centre. [https://web.archive.org/web/20180516135306/http://www.ccdcoe.org/publications/books/Strategic_Cyber_Security_K_Geers.PDF Strategic Cyber Security. ISBN 978-9949-9040-7-5. Спољашња веза у |title= (помоћ)]. , 169 pages
- Harris, Shane (2014). @War: The Rise of the Military-Internet Complex. Eamon Dolan/Houghton Mifflin Harcourt. ISBN 978-0544251793.
- Hunt, Edward (2012). „US Government Computer Penetration Programs and the Implications for Cyberwar”. IEEE Annals of the History of Computing. 34 (3): 4—21. doi:10.1109/mahc.2011.82.
- Janczewski, Lech; Colarik, Andrew M. (2007). Cyber Warfare and Cyber Terrorism. Idea Group Inc (IGI). ISBN 978-1-59140-992-2.
- Rid, Thomas (2012). „Cyber War Will Not Take Place”. Journal of Strategic Studies. 35: 5—32. doi:10.1080/01402390.2011.608939.
- Ventre, D (2007). La guerre de l'information.. Hermes-Lavoisier. 300 pages
- Ventre, D. (2009). Information Warfare. ISBN 978-1-84821-094-3.. Wiley – ISTE
- Ventre, D. (Edit.). Ventre, Daniel, ур. (2010). Cyberguerre et guerre de l'information. Stratégies, règles, enjeux. Lavoisier. ISBN 978-2-7462-3004-0.. Hermes-Lavoisier
- Ventre, D (2011). Cyberespace et acteurs du cyberconflit.. Hermes-Lavoisier. 288 pages
- Ventre, D. (Edit.) (2011). Cyberwar and Information Warfare.. Wiley. 460 pages
- Ventre, D (2011). Cyberattaque et Cyberdéfense.. Hermes-Lavoisier. 336 pages
- Ventre, D. (Edit.) (2012). Cyber Conflict. Competing National Perspectives.. Wiley-ISTE. 330 pages
- Woltag, Johann-Christoph: 'Cyber Warfare' in Rüdiger Wolfrum (Ed.) Max Planck Encyclopedia of Public International Law (Oxford University Press 2012).

## Spoljašnje veze
Sajtovi
- NATO Cooperative Cyber Defence Centre of Excellence (CCDCOE)
- Cyberwar Twitter feed from Richard Stiennon
- Cyberwar News community by Reza Rafati

Video
- "Sabotaging the System" video, "60 Minutes", 8 November 2009, CBS News, 15 minutes

Članci
- ABC: Former White House security advisor warns of cyber war
- Wall Street Journal: Fighting Wars in Cyberspace
- „Will There Be An Electronic Pearl Harbor, PC World”. Архивирано из оригинала 03. 12. 2009. г. Приступљено 17. 05. 2019. by Ira Winkler, 1 December 2009
- Senate panel: 80 percent of cyberattacks preventable, Wired, 17 November 2009
- Duncan Gardham, 26 June 2009, Hackers recruited to fight 'new cold war', Telegraph UK
- Stefano Mele, Jan 2016, Cyber Strategy & Policy Brief (Volume 01 – January 2016)
- Stefano Mele, Jun 2013, Cyber-Weapons: Legal and Strategic Aspects (version 2.0)
- Stefano Mele, Sep 2010, Cyberwarfare and its damaging effects on citizens
- Cybersecurity: Authoritative Reports and Resources, US Congressional Research Service
- Why the USA is Losing The Cyberwar Against China, by Joseph Steinberg, VentureBeat, 9 November 2011
- Michael Riley and Ashlee Vance, 20 July 2011, Cyber Weapons: The New Arms Race
- The Digital Arms Race: NSA Preps America for Future Battle, Der Spiegel, January 2015